# Filzfabrik Fulda
Die Filzfabrik Fulda GmbH & Co. KG mit Sitz in Fulda wurde 1881 als Filz- und Plüschfabrik gegründet. Bis 1951 war das Unternehmen, das heute in der Rechtsform einer GmbH & Co. KG geführt wird, eine Aktiengesellschaft. Als Repräsentant der Aktienmehrheit übernahm Christian Wirth 1939 die Firmenleitung. in den 1980er Jahren war der Fabrikant Helmut Schäfer (* 1932), Sohn des Fabrikanten Julius Schäfer, geschäftsführender Gesellschafter der Filzfabrik Fulda GmbH & Co. Im Jahr 2011 entstand die FFF Group, in der sich die Filzfabrik Fulda, die FIR Fulda in Sant’Ambrogio di Torino (Italien), die Felt Industries in Mouzon (Frankreich), M&K Filze in Spalt, die Vereinigte Filzfabriken in Giengen und die Wirth Fulda zusammengeschlossen haben.
Das Unternehmen unterhält Geschäftsbeziehungen in 82 Ländern.
Die persönlich haftende Gesellschafterin der Filzfabrik Fulda, die heutige Wirth Fulda GmbH (die ursprüngliche Filzfabrik Fulda GmbH), ist mit der Nummer HRB 3 die älteste noch bestehende Firma im Handelsregister Abteilung B beim Amtsgericht Fulda.